# Bychowszczyzna Mała
Bychowszczyzna Mała (biał. Малая Быхаўшчына, Małaja Bychauszczyna; ros. Малая Быховщина, Małaja Bychowszczina) – wieś na Białorusi, w obwodzie mińskim, w rejonie nieświeskim, w sielsowiecie Łań.

## Historia
Karol Józef de Virion zakupił od księcia Dominika Radziwiłła majątek Bychowszczyzna (dziś Bychowszczyzna Mała i Bychowszczyzna Wielka) w XVIII wieku.
W XIX i w początkach XX w. położona była w Rosji, w guberni mińskiej, w powiecie słuckim, w gminie Łań. Mieszkali tu wówczas m.in. Wańkowiczowie, Kliszewscy, Dorożyńscy i Hołowniowie. Istniał również folwark należący m.in. do Radziwiłłów.
W dwudziestoleciu międzywojennym leżała w Polsce, w województwie nowogródzkim, w powiecie nieświeskim, w gminie Łań. W 1921 Bychowszczyzna Mała liczyła 291 mieszkańców, zamieszkałych w 53 budynkach, w tym 213 Białorusinów i 78 Polaków. 217 mieszkańców było wyznania prawosławnego i 74 rzymskokatolickiego. Folwark Bychowszczyzna liczył zaś 33 mieszkańców, zamieszkałych w 5 budynkach, w tym 17 Białorusinów i 16 Polaków. 18 mieszkańców było wyznania prawosławnego i 15 rzymskokatolickiego.
Po II wojnie światowej w granicach Związku Sowieckiego. Od 1991 w niepodległej Białorusi.